# Моджевець
Моджевець (пол. Modrzewiec, нім. Heyde) — село в Польщі, у гміні Ромбіно Свідвинського повіту Західнопоморського воєводства.